# Charles-Henri de Choiseul Praslin
Pour les articles homonymes, voir Choiseul.
Pour les autres membres de la famille, voir Maison de Choiseul.
Charles-Henri de Choiseul Praslin, né le 5 mars 1944 à Casablanca et mort le 15 avril 2019 à Saint-Nazaire, est un avocat et militant associatif et politique français.
Il a été président de l’Observatoire géopolitique des criminalités et président de l’association d’aide aux victimes « Prévenir et réparer »,

## Biographie
Charles-Henri de Choiseul Praslin, né quelques mois avant le décès de son père, est issu d'une famille liée à la Résistance. Son grand-père, d'abord maurrassien, bascule gaulliste en 1940 après l'appel du 18 juin du général de Gaulle. Son père Charles Nicolas Antoine de Choiseul Praslin est mort à l'âge de seulement 24 ans, le 5 mai 1945 lors de la libération de la poche de La Rochelle, alors qu'il était enseigne de vaisseau sur un navire des Forces françaises libres (FFL) à bord de la vedette MTB 239. Sa mère, Galliane Haudry de Soucy (1924-1993), épouse ensuite à Paris Henri de Wendel (1913-1982), représentant de la dynastie qui a régné sur le bassin minier lorrain depuis le XVIIIe siècle.
Étudiant, il a préparé Normale sup Lettres, puis a été diplômé de Sciences Po Paris et titulaire d'une maîtrise en droit. En 1968, alors qu'il prépare l'École nationale d'administration à Paris, il devient sympathisant d'un mouvement gauchiste, l'Union des jeunesses communistes marxistes-léninistes (UJCML), participe au Comité Vietnam et à l'occupation de la Sorbonne en Mai 68 et à plusieurs bagarres face au mouvement Occident, où figure, en particulier, Gérard Longuet, futur sénateur UMP.
En juin 1968, il part avec un groupe d'étudiants rejoindre les ouvriers de l'usine Renault de Flins « qui se bagarraient avec les CRS ». L'année suivante, il est « établi » en usine chez Renault Flins comme ouvrier tout en étant l'initiateur des campagnes pour le métro gratuit à l'usine Renault de Billancourt, où deux membres de la Gauche prolétarienne, deux militants intellectuels, se sont établis dans l'usine en octobre 1969.
À partir du 2 février 1970, des meetings ont lieu à la sortie de Billancourt, à la suite desquels des groupes d'ouvriers entrent dans le métro sans payer. Au bout de trois jours, la police procède à deux arrestations (un étudiant sera condamné à 15 jours de prison avec sursis et un jeune chômeur à 3 mois de prison ferme). Quelques jours plus tard, la NRP (Nouvelle Résistance Populaire) vole 30 000 tickets de métro à la station Passy et les fait distribuer gratis aux ouvriers. Au même moment, le quotidien Le Monde écrit que « chaque après-midi à la même heure, Charles de Choiseul-Praslin, domicilié dans le seizième arrondissement et dont on dit qu'ancien étudiant il a été embauché comme ouvrier spécialisé aux usines Renault, tente de rameuter les métallos. Il obtient un indéniable succès de curiosité ». Peu après, c'est le journal de la CGT qui dénonce son activité sur une chaîne de Flins pour insinuer que ses camarades de Billancourt ont les faveurs de la direction de l'entreprise.
Licencié de Renault Flins en raison de son activité militante en 1974, il recherche ensuite un nouveau travail et effectue un court passage chez Trigano à Trignac puis se fait embaucher aux chantiers navals de Saint-Nazaire, sous le pseudonyme de « Robert », où il participe à un « comité d'action », qui est principalement animé par Gaby Cerroni, où avec une vingtaine d'autres militants il intervient dans le mouvement revendicatif pour « la même augmentation de 200 francs pour tous ».
Finalement exclu des chantiers navals, il ouvre un restaurant appelé « Les Baléares » à Penhoët avec deux amis nazairiens : Renée Cadilhon, dont la mère avait tenu l'établissement quelques années auparavant, et Jean-Claude Chemin, journaliste à Presse-Océan. La plus grande salle du restaurant, situé près des Chantiers de Penhoët, accueillait les repas ouvriers le midi. Grâce à son expérience d'éducateur, dans le quartier de Beauregard, il continue aussi à militer et s'implique dans le Cnasti, Comité nazairien d'aide et de soutien aux travailleurs immigrés, qui comptera jusqu'à six salariés mais disparaît en 2001.
Entré au barreau de Saint-Nazaire, il milite au Syndicat des avocats de France et s'investit dans l'association « Prévenir et réparer » pour les victimes d'infractions pénales.
Parallèlement, il anime l'Observatoire géopolitique des criminalités (OGC), un réseau international de chercheurs, de praticiens - policiers, magistrats, membres d'ONG - et de journalistes, qui observent et étudient les criminalités internationalement structurées. Il s'affirme alors toujours préoccupé par la situation des quartiers, et les « zones » noires qui échappent à l'État au profit de mafias ou d'embryons de mafias ».
Il effectue quatre missions à l'étranger pour la Fédération internationale des droits de l'homme. Par ailleurs, il préside l'Observatoire géopolitique des drogues, disparu depuis.

## Publications
En 1991, il a publié La drogue : une économie dynamisée par la répression.
Tintinophile, il a publié Tintin, Hergé et les autos, scénarisé un documentaire sur la base sous-marine et rédigé des articles sur les trafics dans les hors-série de Géo et de Science et vie.